# Бастедо, Александра
Александра Бастедо (англ. Alexandra Bastedo; 9 марта 1946, Хов, Восточный Суссекс — 12 января 2014, Уэртинг, Западный Суссекс) — британская актриса, писательница. Секс-символ 1970-х годов.

## Биография
Родилась в Хове, Восточный Суссекс. У её матери были французские, немецкие и итальянские корни, а у отца — испанские, немецкие и шотландские. Она окончила Брайтоновскую школу драмы. Известность актрисе принёс телесериал «Чемпионы».
Актриса была вегетарианкой и защитницей прав животных.
Умерла от рака 12 января 2014 года.

### Личная жизнь
В 1980 году вышла замуж за театрального режиссёра, писателя и актёра Патрика Гарлэнда, который умер 20 апреля 2013 года.